# Хосп, Николь
Нико́ль Хосп (нем. Nicole Hosp, род. 6 ноября 1983 года в Бихльбахе, Тироль, Австрия) — австрийская горнолыжница, чемпионка мира 2007 года в гигантском слаломе и чемпионка мира 2013 и 2015 годов в командном первенстве, обладательница Кубка мира в общем зачёте сезона 2006/07, двукратная вице-чемпионка Олимпийских игр (2006 — слалом, 2014 — суперкомбинация).
Рост — 174 см, вес — 69 кг.

## Спортивная биография
За карьеру Николь одержала 12 побед на этапах Кубка мира, причём она выигрывала во всех дисциплинах, кроме скоростного спуска: супергигант — 1, гигантский слалом — 5, слалом — 5, суперкомбинация — 1. Между первой и последней победой Хосп на этапах Кубка мира прошло более 12 лет. В тройку лучших на этапах Кубка мира попадала более 50 раз (в основном, в слаломе и гигантском слаломе).
В 2007 году Николь стала 7-й представительницей Австрии, которая сумела завоевать «Хрустальный глобус» за победу в общем зачёте Кубка мира. В том же сезоне она завоевала и малый «Хрустальный глобус» за победу в зачёте гигантского слалома.
На Олимпиаде 2006 года в Турине Николь приняла участие в 3 видах программы: в комбинации заняла 5-е место, в гигантском слаломе — 4-е, а на трассе слалома выиграла серебро, уступив 0,29 сек шведке Ане Персон. Олимпийские игры 2010 года в Ванкувере была вынуждена пропустить из-за травмы. На Олимпийских играх 2014 года в Сочи Хосп выиграла две медали: серебро в суперкомбинации и бронзу в супергиганте.
Участница семи подряд чемпионатов мира (2003, 2005, 2007, 2009, 2011, 2013 и 2015), на которых выиграла в сумме 9 наград: 3 золота, 3 серебра и 3 бронзы.
Объявила о завершении спортивной карьеры 1 июня 2015 года.

## Результаты на крупнейших соревнованиях

### Зимние Олимпийские игры
| Олимпийские игры | Скоростной спуск | Супергигант | Гигантский слалом | Слалом | Комбинация |
| ---------------- | ---------------- | ----------- | ----------------- | ------ | ---------- |
| 2006 Турин       | —                | —           | 4                 | 2      | 5          |
| 2014 Сочи        | 9                | 3           | —                 | —      | 2          |

### Кубки мира
- Общий зачёт — 1 раз: 2006/2007
- Гигантский слалом — 1 раз: 2006/2007

### Победы на этапах Кубка мира (12)
| №  | Сезон   | Дата        | Место               | Дисциплина            |
| -- | ------- | ----------- | ------------------- | --------------------- |
| 1  | 2002/03 | 26 окт 2002 | Зёльден             | Гигантский слалом     |
| 2  | 2003/04 | 17 дек 2003 | Мадонна-ди-Кампильо | Слалом                |
| 3  | 2003/04 | 27 дек 2003 | Лиенц               | Гигантский слалом (2) |
| 4  | 2005/06 | 29 янв 2006 | Кортина-д’Ампеццо   | Гигантский слалом (3) |
| 5  | 2005/06 | 16 мар 2006 | Оре                 | Супергигант           |
| 6  | 2006/07 | 6 янв 2007  | Краньска-Гора       | Гигантский слалом (4) |
| 7  | 2006/07 | 2 мар 2007  | Тарвизио            | Суперкомбинация       |
| 8  | 2006/07 | 17 мар 2007 | Ленцерхайде         | Слалом (2)            |
| 9  | 2006/07 | 18 мар 2007 | Ленцерхайде         | Гигантский слалом (5) |
| 10 | 2007/08 | 9 дек 2007  | Аспен               | Слалом (3)            |
| 11 | 2007/08 | 13 янв 2008 | Марибор             | Слалом (4)            |
| 12 | 2014/15 | 30 ноя 2014 | Аспен               | Слалом (5)            |